# Ichneumon serratularum
Ichneumon serratularum är en stekelart som beskrevs av Cuvier 1833. Ichneumon serratularum ingår i släktet Ichneumon och familjen brokparasitsteklar. Inga underarter finns listade i Catalogue of Life.